# Distylodon
Distylodon é um género botânico pertencente à família das orquídeas (Orchidaceae).